# 上陽村
上陽村（じょうようむら）は、群馬県の南部、佐波郡に属していた村である。

## 地理
- 河川：利根川、藤川、端気川

## 歴史
- 1889年（明治22年）4月1日 町村制施行により、周辺8村（樋越村、上福島村、藤川村、飯塚村、東善養寺村、中内村、西善村、山王村）が合併し那波郡上陽村が成立する。
- 1896年（明治29年）4月1日 郡統合（佐位郡と那波郡の統合）により佐波郡に属する。
- 1957年（昭和32年）8月1日 玉村町、群南村の一部（宇貫、八幡原の一部）と合併し玉村町となる。
- 1960年（昭和35年）4月1日 旧村域の一部（東善、中内、西善、山王）が玉村町から前橋市に編入される。編入された地域は上川淵地区に組み込まれ、内分として上北地域(上陽北部の意)となった。